# Agerbæk Sogn
Agerbæk Sogn er et sogn i Varde Provsti (Ribe Stift).
Agerbæk Kirke blev opført i 1929. 1. november 1994 blev Agerbæk Sogn udskilt af Fåborg Sogn, som havde hørt til Skast Herred i Ribe Amt. Ved kommunalreformen i 1970 var Fåborg sognekommune indlemmet i Helle Kommune, der ved strukturreformen i 2007 indgik i Varde Kommune.
I Agerbæk Sogn findes følgende autoriserede stednavne:
- Agerbæk (bebyggelse)
- Bjerghuse (bebyggelse)
- Debel (bebyggelse, ejerlav)
- Dyrebjerg (bebyggelse)
- Kærbjerg (bebyggelse)
- Nørre Agerbæk (bebyggelse)
- Ålunde (bebyggelse, ejerlav)